# Björn Christian Ewald
Björn Christian Ewald (* 22. August 1965) ist ein deutscher Klassischer Archäologe.
Ewald studierte an der Universität München, wo er 1993 den Magistertitel erhielt und 1996 bei Paul Zanker promoviert wurde. 1997/98 erhielt er das Reisestipendium des Deutschen Archäologischen Instituts. Danach war er Assistant Professor an der Yale University, bevor er Associate Professor an der University of Toronto wurde.
Hauptforschungsgebiet von Ewald sind die römischen Sarkophage und ihre Ikonographie.

## Veröffentlichungen (Auswahl)
- Der Philosoph als Leitbild. Ikonographische Untersuchungen an römischen Sarkophagreliefs (= Römische Mitteilungen. 34. Ergänzungsheft). Philipp von Zabern, Mainz 1999 (= Dissertation).
- mit Paul Zanker: Mit Mythen leben. Die Bilderwelt der römischen Sarkophage. Hirmer, München 2004, ISBN 3-7774-9650-2.
- mit Carlos F. Noreña (Hrsg.): The Emperor and Rome: Space, Representation, and Ritual (= Yale Classical Studies 35). Cambridge University Press, Cambridge 2010, ISBN 978-0-521-51953-3.